# Cherryvale, South Carolina
Cherryvale är en så kallad census-designated place i Sumter County i South Carolina. Vid 2020 års folkräkning hade Cherryvale 2 405 invånare.